# گنوکی
گنوکی (به انگلیسی: Gnokii) به مجموعه‌ای از نرم‌افزارهایی گفته می‌شود که برای برقراری ارتباط با تلفن‌های همراه استفاده می‌شود. در ابتدا فقط برای تلفن‌های همراه نوکیا طراحی شده بود ولی بعداً برای پشتیبانی از تلفن‌های همراه دیگر گسترش داده شد. این برنامه برای سیستم‌عاملهای لینوکس، بی‌اس‌دی، ویندوز و مک اواس ایکس موجود است. همچنین کد منبع آن نیز در دسترس قرار دارد.
گنوکی به تنهایی یک ابزار خط فرمانی است اما توسط تعدادی از واسط‌های گرافیکی کاربر مورد استفاده قرار می‌گیرد. به عنوان نمونه Xgnokii, Gnocky و Gnome Phone Manager برنامه‌هایی هستند که به صورت درونی از Gnokii استفاده می‌کنند.
گنوکی نرم‌افزار آزاد است و تحت مجوز GNU GPL منتشر می‌شود.

## ویژگی‌ها
- پشتیبانی از ارسال اس‌ام‌اس (به‌همراه گزارش تحویل یا Delivery Report)، ارسال پیام‌های تصویری، ارسال زنگ‌های تلفن (به انگلیسی: ring tone) (در غالب پیام کوتاه)
- دفترچه تلفن
- برقراری و دریافت تماس‌های صوتی
- تقویم

گنوکی می‌تواند از طریق پورت سریال، یواس‌بی، Infrared و بلوتوث به تلفن همراه یا مودم متصل شود.